# Alvin White

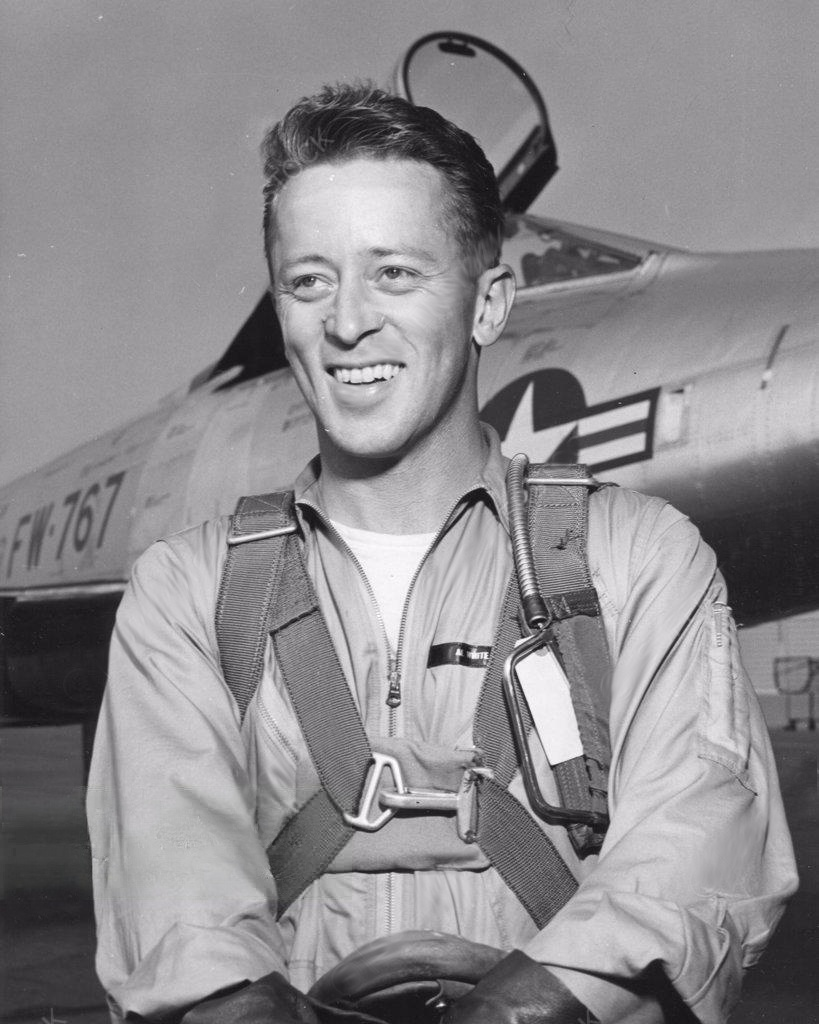
Alvin White (1964)

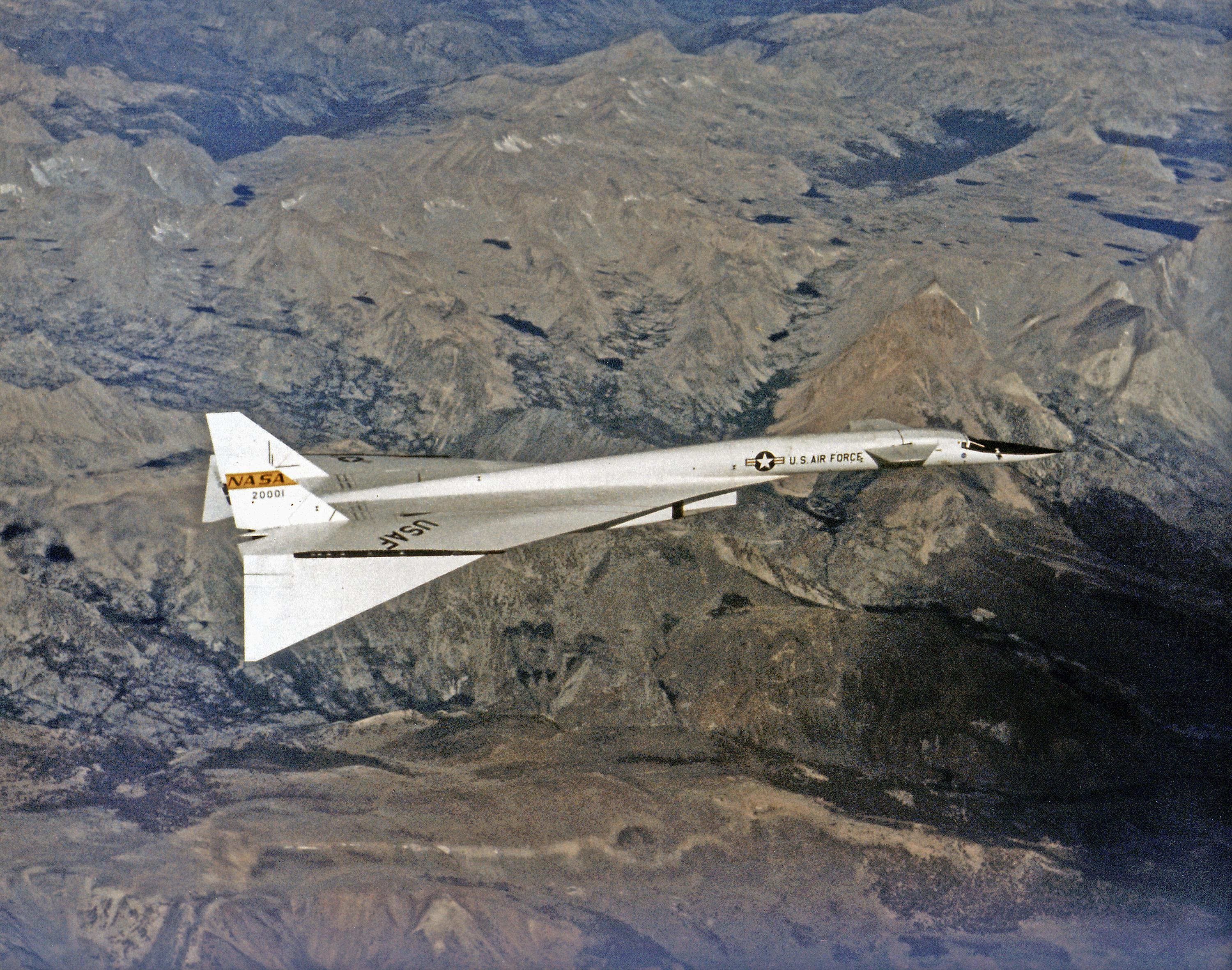
XB-70 beim Überschallflug

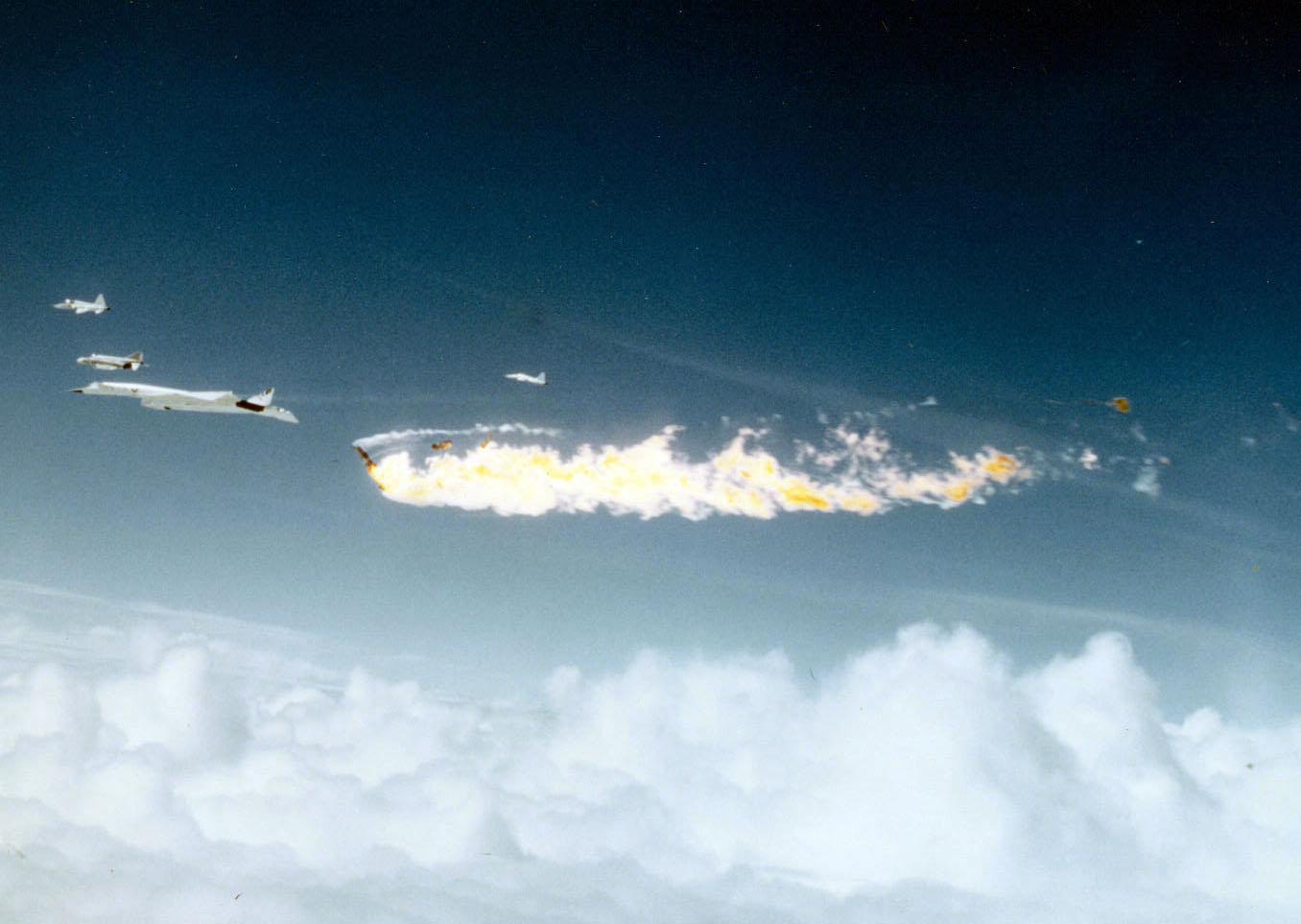
Sekundenbruchteile nach dem Zusammenstoß, das Heckleitwerk der Valkyrie ist abgerissen, die F-104 explodiert

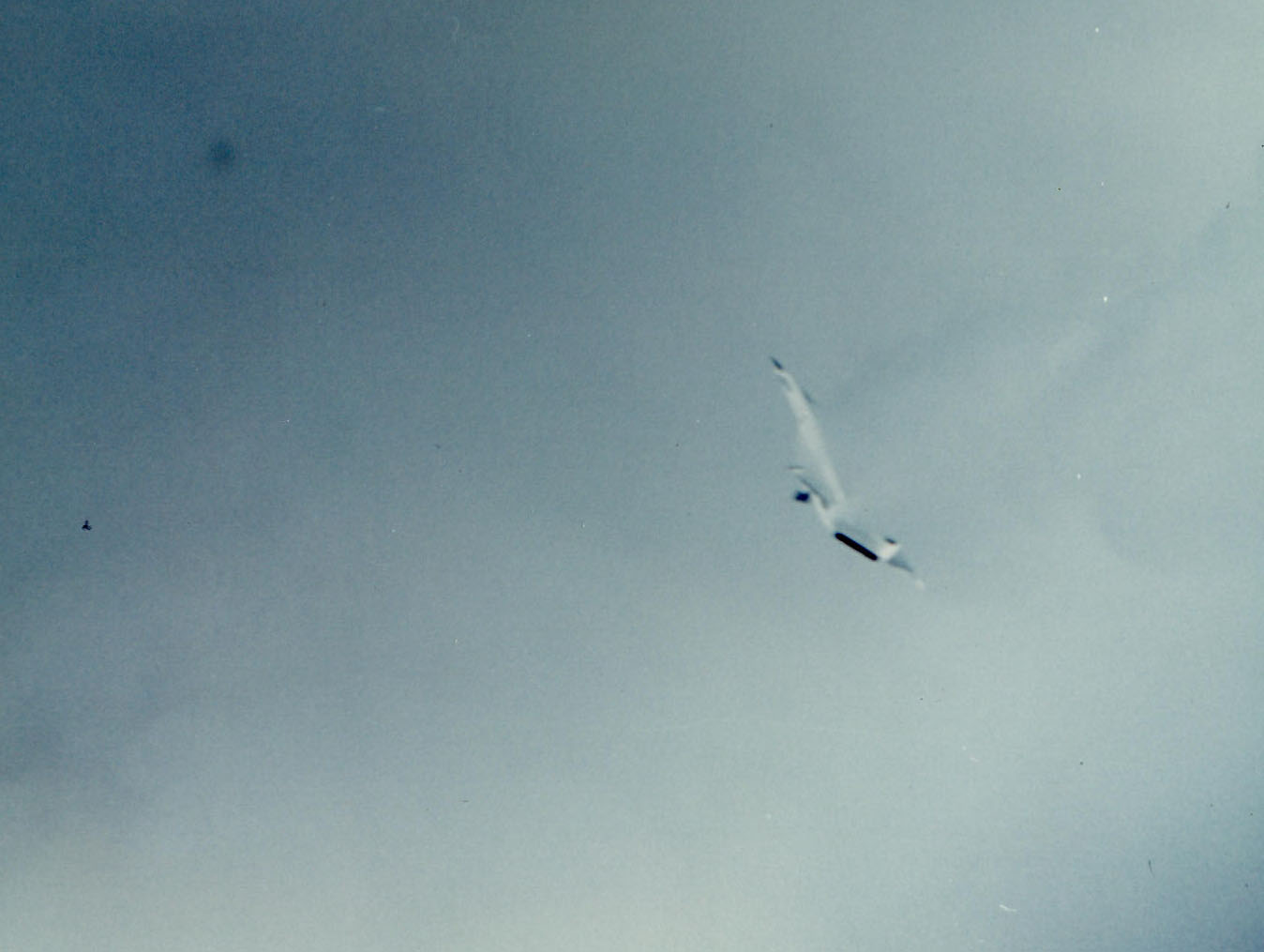
XB-70 beim Absturz kurz vor dem Aufschlag

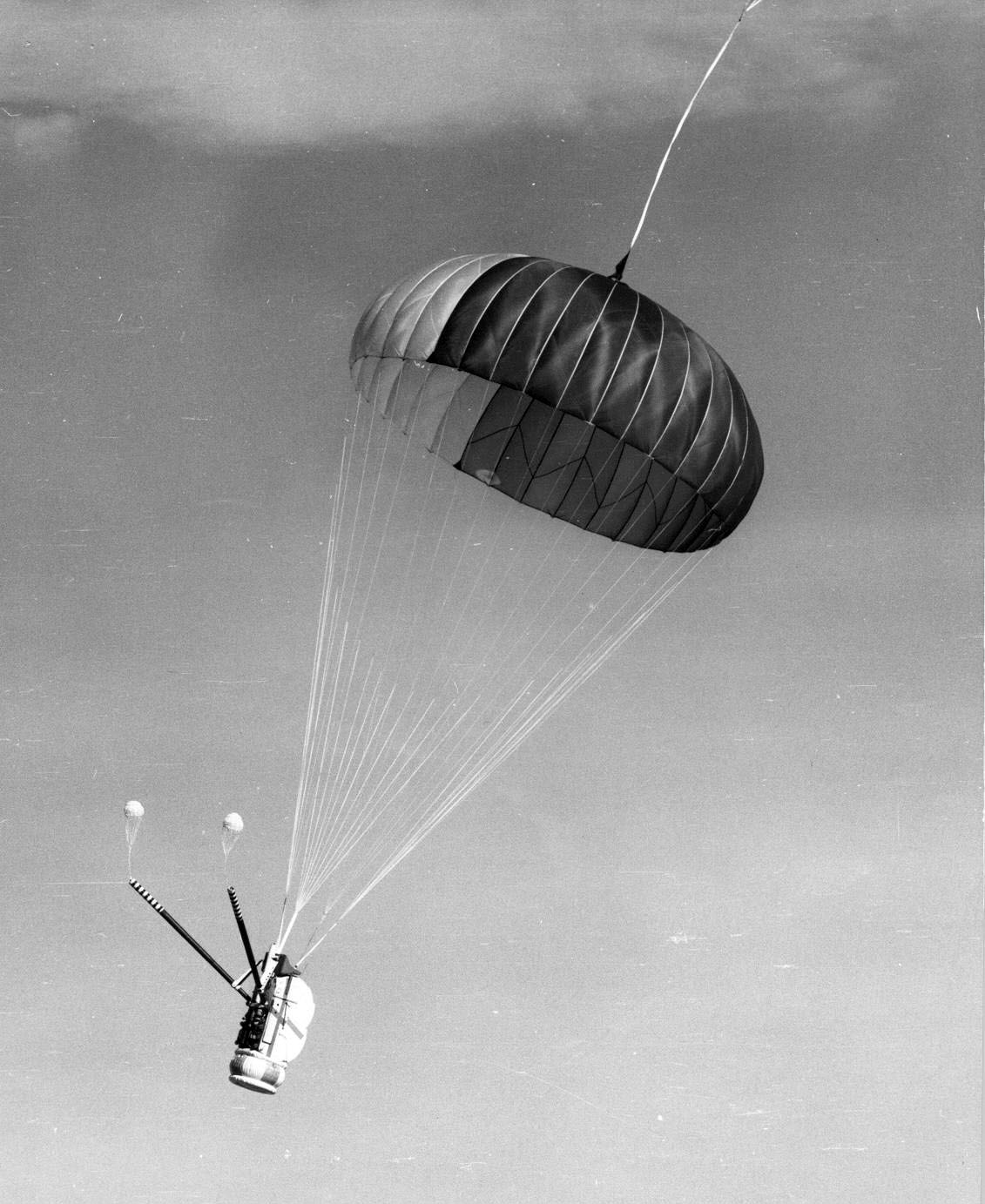
Rettungskapsel der XB-70 während eines Tests

Alvin Swauger „Al“ White (* 9. Dezember 1918 in Berkeley, Kalifornien, USA; † 29. April 2006 in Tucson, Arizona) war ein US-amerikanischer Testpilot. 

## Jugend und Kriegszeit
White war der Sohn von Harold H. White jr. und Ruth Winkelman. 1936 schrieb er sich an der University of California in Davis zum Studium des Maschinenbauers ein. Zwei Jahre später wechselte er zur Universität von Berkeley, seinem Geburtsort. Hier begann er seine Pilotenkarriere in einem Programm für Zivilisten, die das Fliegen erlernen sollten. 1940 erhielt er die Pilotenlizenz und wurde daraufhin auf dem Williams Field zum Militärpiloten ausgebildet. Er flog im Zweiten Weltkrieg in Jägereskorten für US-amerikanische Bomberverbände vom D-Day bis zur Deutschen Kapitulation.

## Karriere als Testpilot
Nach dem Krieg beendete er erfolgreich sein angefangenes Studium und wurde Testpilot der US Air Force und der North American Aviation. Hier unternahm er eine große Anzahl an Testflügen in verschiedensten Maschinen, darunter die F-86 Sabre, die F-100 Super Sabre und die YF-107. Dem Testprojekt mit der X-15 wurde er zugeteilt, unternahm jedoch keine Flüge mit dieser Maschine. White wurde 1958 für das vorbereitende Raumfahrtprogramm der USA, Man In Space Soonest, ausgewählt und arbeitete somit als einer der ersten Testpiloten an Tests für die bemannte Raumfahrt mit. Mit Gründung der NASA und dem folgenden Mercury-Programm wurde das Man-In-Space-Soonest-Programm eingestellt und White wurde wieder als Testpilot eingesetzt, da man ihn nicht für das Mercury-Programm und seine sieben Astronauten berücksichtigt hatte.
Er wurde daraufhin Cheftestpilot der North American Aviation und gleichzeitig Chefpilot für die Erprobung des Überschallbombers XB-70 Valkyrie. Er unternahm dabei auf den beiden Versuchsexemplaren (es wurden keine weiteren Flugzeuge dieses Typs gebaut, da das Programm aus Kostengründen und durch die Einführung neuer sowjetischer Abfangraketentechnologie beendet wurde) den Jungfernflug als Pilot am 21. September 1964 mit Copilot Joe Cotton. Am 8. Juni 1966 kam es in der Luft bei einem Formationswerbeflug für die Firma General Electric, die die Triebwerke der Valkyrie lieferte, zur Kollision der XB-70 mit einem F-104 Starfighter, der vom berühmten Testpiloten Joe Walker geflogen wurde. Der Starfighter wurde durch den Sog der Valkyrie angezogen, in einer Rolle über den Bomber katapultiert und auf die linke Tragfläche des Bombers gedrückt. Joe Walker starb sofort in seinem explodierenden Starfighter, die Valkyrie stürzte ebenfalls kurze Zeit später mit abgerissenem Heckleitwerk ab. White konnte sich als einziges Besatzungsmitglied mit der Rettungskapsel schwer verletzt über Barstow retten, sein Copilot Major Carl Cross starb beim Aufprall des Flugzeuges auf den Wüstenboden. Whites Leben hing die darauf folgenden Tage am seidenen Faden, denn die Kapsel kam nicht korrekt auf dem Wüstenboden auf und sein Sitz zerbrach beim Aufprall, rettete ihm aber immerhin das Leben. Schon ein halbes Jahr später war er wieder als NASA-Testpilot aktiv, bestieg jedoch nie wieder das zweite Versuchsflugzeug der Valkyrie. Mit seinen 49 Flügen als Pilot der Valkyrie und 18 als Co-Pilot ist er der Mensch, der dieses Flugzeug am meisten geflogen ist.
Daraufhin wurde er 1966 von der Fluggesellschaft Trans World Airlines engagiert, aus der sich im selben Jahr der exzentrische Milliardär Howard Hughes herausgekauft hatte. Hier war er bis 1969 als Manager für Entwicklung, Forschung und den Flugbetrieb zuständig. 1969 machte er sich als Experte für Flugsicherheit und Unfallverhütung mit einer eigenen Firma selbstständig. 
White war Mitbegründer und Präsident der im Jahre 1955 gegründeten Society of Experimental Test Pilots und erhielt in seinem Bereich zahlreiche Auszeichnungen, unter anderem die Harmon Trophy aus den Händen vom US-amerikanischen Präsidenten Lyndon B. Johnson, weiterhin den Iven C. Kincheloe Award und den Octave Chanute Award. Auch eine Säule auf dem Aerospace Walk of Honor ist ihm zu Ehren im Jahr 1994 gewidmet worden.
Er ging als einer der erfahrensten Testpiloten der Welt mit über 8.500 Flugstunden in über 125 verschiedenen Flugzeugtypen in den Ruhestand. Anschließend betrieb er die Fliegerei als Hobby, insgesamt war er über 60 Jahre lang aktiver Pilot.
White hinterließ bei seinem Tod drei von ihm geschiedene Ehefrauen. Aus seiner ersten Ehe mit Mary L. Kamenzind hatte er die Kinder Stephen und Cathie, aus seiner zweiten Ehe mit Virginia M. Lonsdale die Tochter Leslie.